# Emily Perry
Emily Perry (Torquay, 28 juni 1907 – Twickenham, 19 februari 2008) was een Brits actrice. Ze raakte bekend door haar rol als Madge Allsop, de sidekick en het hoogbejaarde "bruidsmeisje" van Dame Edna Everage.

## Levensloop
Emily Perry, die zich ook wel Patricia Perry noemde, stond reeds op vierjarige leeftijd op de bühne. Voor de Tweede Wereldoorlog maakte ze deel uit van rondtrekkende zang- en dansgezelschappen. Ze was onder andere te zien in de operette The Desert Song en de musical The Belle of New York. Tijdens de oorlog trad ze wereldwijd op voor geallieerde troepen. Later runde ze 25 jaar lang de "The Patricia Perry Academy of Dancing", een dansschool in Crystal Palace.
In 1987 werd Perry op 80-jarige leeftijd door de Australische acteur Barry Humphries gecast om in zijn televisieshow The Dame Edna Experience de rol van de Nieuw-Zeelandse sidekick Madge Allsop te vertolken. Allsop viel op doordat ze vrijwel nooit een woord sprak. Haar belangrijkste taak was het opspelden van badges bij de gasten van Dame Edna (daardoor kende het publiek haar ook wel als "Madge with the Badge"). Daarnaast was ze het mikpunt van verscheidene venijnige en spottende opmerkingen van de diva, een travestierol van Humphries.
Perry was eenmalig te zien in een andere rol dan Madge Allsop. In 1995 had ze een gastrol in de Britse televisieserie Last of the Summer Wine. Ze bleef nog jaren optreden in de Dame Edna-shows. In 2004 ging ze definitief met pensioen. De laatste jaren van haar leven woonde ze in een bejaardenhuis voor acteurs in de Londense buitenwijk Twickenham. In 2008 overleed ze op 100-jarige leeftijd.